# Lũ lụt Rio de Janeiro 2011
Một loạt trận lũ lụt và lở đất diễn ra trong tháng 1 năm 2011 tại một số thị trấn của bang Rio de Janeiro, Brasil. Thương vong xảy ra tại các đô thị Nova Friburgo, Teresópolis, Petrópolis, Sumidouro và São José do Vale do Rio Preto. Lũ lụt khiến ít nhất 916 người thiệt mạng, trong đó có 424 người tại Nova Friburgo và 378 người tại Teresópolis. Phương tiện truyền thông địa phương cho rằng sự kết hợp của các trận lũ lụt, bùn trôi và lở đất tại Rio de Janeiro tạo ra thiên tai liên quan đến thời tiết tệ nhất trong lịch sử Brasil.
Các đô thị được báo cáo chịu thương vong về người nằm tại một khu vực đồi núi, gần công viên quốc gia Serra dos Órgãos. Khu vực là một điểm thu hút về du lịch do các đặc điểm địa lý, dấu mốc lịch sử và nhiệt độ ôn hòa. Tuy nhiên, nhiều tòa nhà có nguy cơ trực tiếp về sạt lở do địa hình dốc.

## Chi tiết lũ lụt
Trong 24 giờ từ ngày 11 đến 12 tháng 1 năm 2011, dịch vụ thời tiết địa phương đo được lượng mưa nhiều hơn dự kiến cho một tháng. Ngập lụt tại nhiều nơi trong khu vực diễn ra ngay sau đó. Tai họa gây thiệt hại tài sản trên quy mô lớn, cung cấp các tiện ích công cộng như điện năng, nước và đường dây điện thoại cũng bị ảnh hưởng. Khoảng 2.960 người có nhà bị tàn phá.
Nguồn nước quan trọng nhất làm ngập khu vực là sông Santo Antônio. Theo Viện Quốc gia về Nghiên cứu Không gian Brasil, lượng mưa tại Rio de Janeiro bắt nguồn từ một đới hội tụ ẩm, một dạng nhỏ hơn của đới hội tụ ẩm Nam Đại Tây Dương. Nova Friburgo là thành phố chịu tác động nặng nhất do lũ lụt; Teresópolis cũng chịu thiệt hại rộng. Tại Petrópolis, hầu hết thương vong được tường thuật là tại khu vực Itaipava vốn là nơi có nhiều ngôi nhà nghỉ dưỡng sang trọng. Petrópolis Brewery và khu trường sở địa phương của Đại học bang Rio de Janeiro tại Nova Friburgo bị nước lũ cô lập. Các thành phố Sumidouro, São José do Vale do Rio Preto và Areal cũng chịu tác động khi nước các sông Preto và Piabanha dâng cao.

## Phản ứng của chính phủ

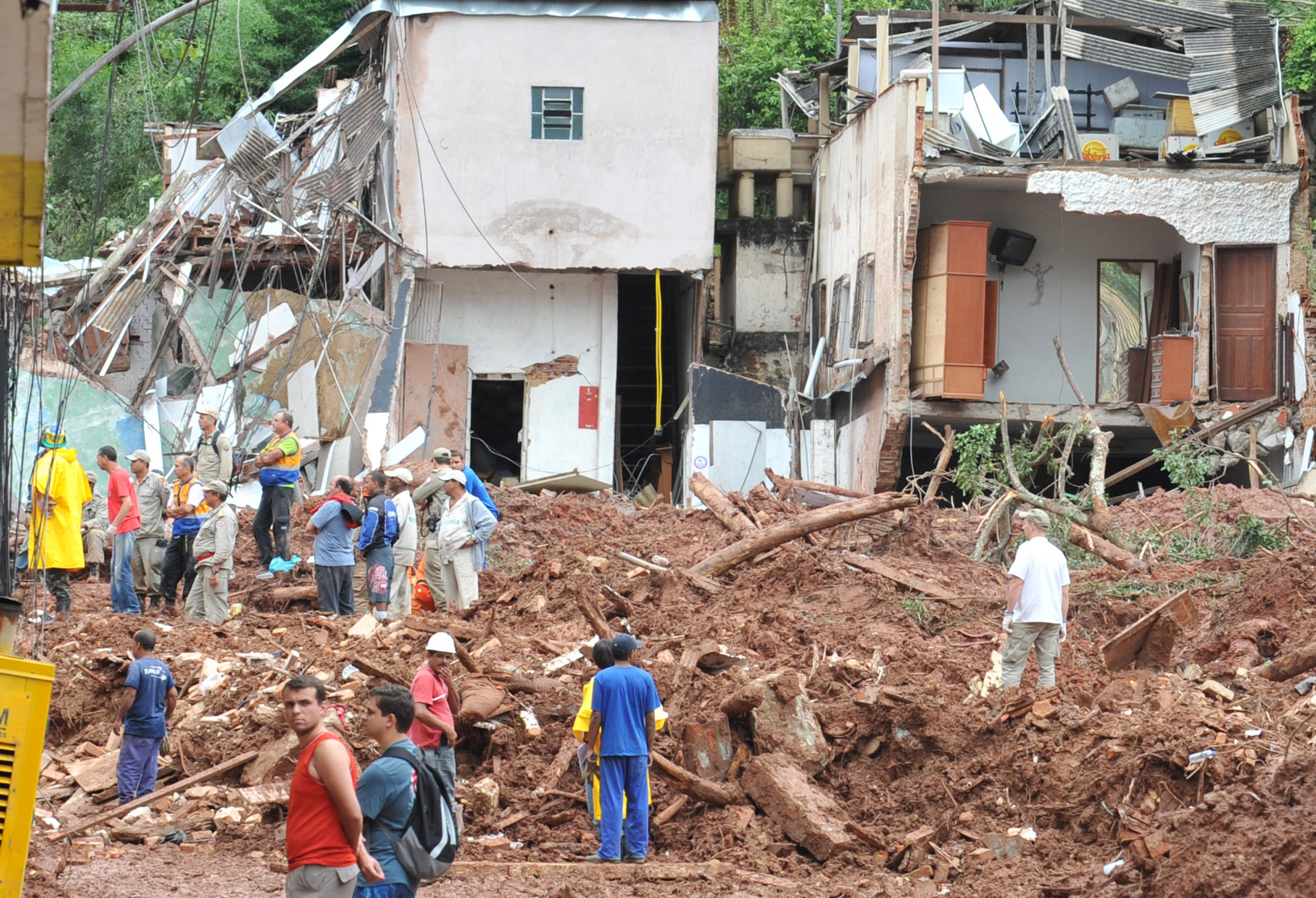
Các ngôi nhà bị tàn phá tại Nova Friburgo.

Tổng thống Dilma Rousseff tuyên bố một khoản viện trợ khẩn cấp R$ 780 triệu (466,2 triệu USD) dành cho những người làm công việc tái thiết. Quyền thống đốc Luís Fernando Pezão phái các đội tiếp viện đến khu vực chịu tác động và yêu cầu hỗ trợ khẩn cấp từ liên bang về máy móc, máy bay trực thăng, và nhân lực. Các nỗ lực cứu trợ do các chính quyền địa phương dẫn đầu, cũng cung cấp nơi trú và tiện nghi cho những người mới mất nhà, thường là tại trường học. Hải quân Brasil và chính quyền bang Rio de Janeiro lập các bệnh viện dã chiến để hỗ trợ cho các nạn nhân và trợ giúp những người làm công tác cứu hộ. Một đội hoạt động cứu trợ gồm những người từng có kinh nghiệm trong lũ lụt Rio de Janeiro 2010 và động đất Haiti 2010. Các nhà phân tích nhận xét rằng Tổng thống Rousseff thông qua xử lý khủng hoảng đã "vượt qua... bài kiểm tra lớn đầu tiên của bà", song vẫn cần phải giải quyết các thách thức về xây dựng tại các khu vực nhất định bị tác động đặc biệt nghiêm trọng trong thiên tai.

## Phản ứng quốc tế
- Thủ tướng Tây Ban Nha José Luis Rodríguez Zapatero bày tỏ lời chia buồn của ông về tai họa, và đưa ra đề nghị trợ giúp nhân danh chính phủ Tây Ban Nha.[18]
- Bộ trưởng Ngoại giao Argentina truyền đạt "tình đoàn kết với chính phủ và nhân dân Brasil," bày tỏ lời chia buồn và đề nghị "lập tức viện trợ."[19]
- Tổng thống Iran Mahmoud Ahmadinejad gửi một thông điệp "chia buồn đến quốc dân Brasil."[20]
- Tổng thống Mexico Felipe Calderón ra một công cáo "chuyển lời chia buồn của ông đến gia đình các nạn nhân", cũng như "hỗ trợ và đoàn kết trong thời điểm đau đớn này."[21]
- Tổng thống Bồ Đào Nha Aníbal Cavaco Silva gửi một thông điệp đến Tổng thống Rousseff biểu thị "lời chia buồn sâu sắc và tình đoàn kết chân thành" của Bồ Đào Nha" đến "nhân dân Brasil anh em".[22]
- Bộ trưởng Bộ Ngoại giao Úc Kevin Rudd bày tỏ sự cảm thông và đoàn kết với Brasil.[23]